# Miroslav Vitouš
Miroslav Ladislav Vitouš (Praag, 6 december 1947) is een Tsjechische jazzbassist.

## Biografie
Op zijn zesde begon Vitouš met vioolspelen, op zijn tiende jaar met piano en bas op zijn veertiende. In zijn jonge jaren was Vitous een fanatiek zwemmer. In een van zijn eerste bands speelde hij samen met de toetsenist Jan Hammer. Hij studeerde muziek aan het Praagse conservatorium bij F. Posta en won een internationaal concours in Wenen, hetgeen hem een studiebeurs opleverde voor het Berklee College of Music in Boston. In 1966 verhuisde hij naar de Verenigde Staten.
Op Infinite Search, zijn eerste productie als bandleider, later in iets andere vorm opnieuw uitgebracht als Mountain in the Clouds, speelde ook een aantal andere belangrijke muzikanten van de nieuwe muziekstroming jazzfusion mee: John McLaughlin, Herbie Hancock, Jack DeJohnette en Joe Henderson.
Hij is een van de medeoprichters van de band Weather Report en speelde in die tijd samen met Jan Hammer, Freddie Hubbard, Miles Davis, Chick Corea, Wayne Shorter, Joe Zawinul en Jan Garbarek. Zijn vertrek bij Weather Report was niet geheel pijnloos; hij had een moeizaam contact met Joe Zawinul (de toetsenist en samen met Wayne Shorter oprichter van de band) en werd vervangen door Alphonso Johnson (die later zelf vervangen zou worden door de legendarische Jaco Pastorius).
Vitouš leidde drie jaar lang de jazzafdeling van het New England Conservatory in Boston. Hij ging weer spelen met Chick Corea en Roy Haynes in het Trio Music. Dit trio was meer dan twee jaar succesvol. Er kwam zelfs een wereldtournee en ze brachten twee albums uit voor ECM. Hierna speelde Vitouš een tijd in een eveneens succesvolle duo-bezetting met bassist Stanley Clarke.
In 1988 verhuisde Vitouš terug naar Europa en richtte zich op componeren. Wel is hij her en der nog steeds live te bewonderen op muziekfestivals.

## Stijl
Vitouš' virtuoze basspel zorgt ervoor dat hij in één adem wordt genoemd met bassisten als Scott LaFaro, Dave Holland, Niels-Henning Ørsted Pedersen en Christian McBride. Een mooi voorbeeld van de wijze waarop hij de contrabas beheerst is het album Now He Sings, Now He Sobs (1968), met Chick Corea op de piano en Roy Haynes op drums. Zijn sterke timing, innovatieve baslijnen en de intensiteit en vrijheid van zijn improvisaties worden duidelijk op dit album.

## Trivia
- Vitouš had bijna deelgenomen aan de Olympische Spelen als zwemmer: hij was geselecteerd voor de Olympische Zomerspelen 1968 in München.[1]

## Discografie (samenvatting)
- Infinite Search
- Purple
- Magical Shepherd
- Majesty Music
- Miroslav (Freedom)
- Guardian Angels
- First Meeting (ECM)
- miroslav vitous group (ECM)
- Journey's end (ECM)
- Emergence (ECM)
- Star (ECM)
- Atmos (ECM)
- Universal Syncopations (ECM)
- Universal Syncopations II (ECM)
- Remembering Weather Report (ECM)

- Bibsys: 2038946
- Bibliothèque nationale de France: cb13900892t (data)
- CiNii: DA10004664
- Gemeinsame Normdatei: 134547616
- International Standard Name Identifier: 0000 0000 8128 130X
- Library of Congress Control Number: n82020005
- MusicBrainz: d214235c-cf6f-4c8a-bf68-be027b7bb16e
- Nationale Bibliotheek van Tsjechië: ola2002157931
- Nationale bibliotheek van Australië: 35321982
- Nationale Bibliotheek van Israël: 987007339652005171
- Nationale en Universitaire bibliotheek Zagreb: 000555565
- Nederlandse Thesaurus van Auteursnamen: 072332964
- Réseau des bibliothèques de Suisse occidentale: 02-A003945703
- Système universitaire de documentation: 140825657
- Trove: 911164
- Virtual International Authority File: 49409692
- WorldCat: E39PBJpPHbgYgj3PDPmWPH3YT3

Bandleden: Joe Zawinul · Wayne Shorter · Jaco Pastorius · Peter Erskine

Miroslav Vitouš · Eric Gravatt · Alphonse Mouzon · Airto Moreira · Alex Acuña · Manolo Badrena · Dom Um Romão · Alphonso Johnson · Victor Bailey · Omar Hakim · José Rossy
Discografie: Weather Report (1971) · I Sing the Body Electric · Live in Tokyo · Sweetnighter · Mysterious Traveller · Tale Spinnin' · Black Market · Heavy Weather · Mr. Gone · 8:30 · Night Passage · Weather Report (1982) · Procession · Domino Theory · Sportin' Life · This Is This